# Ludwik II (cesarz)
Ludwik II (ur. ok. 825, zm. 12 sierpnia 875 niedaleko Ghedi, prow. Brescia) – najstarszy syn Lotara I, ostatni z włoskiej linii Karolingów, król Włoch od 844, cesarz rzymski od 855.
W 850 roku został uznany przez ojca za współcesarza.
Przed 5 października 851 poślubił Engelbergę (zm. ok. 900). Miał z nią córki Gizelę, ksienię w Brescii, oraz Irmgardę, żonę Bozona, króla Dolnej Burgundii.
W 871 roku zniszczył Emirat Bari, poprzez zdobycie miasta w sojuszu z Bizancjum, oraz włoskimi książętami.
Po jego śmierci państwo wraz z tytułem cesarskim przypadło w udziale jego stryjowi Karolowi II Łysemu. Pochowany w krypcie mediolańskiej bazyliki św. Ambrożego.

## W kulturze

### Historiografia
Choć współcześnie Ludwikowi nie poświęca się wiele uwagi w porównaniu z innymi Karolingami (brak wyczerpujących prac historycznych), jego panowanie często było na terenie dzisiejszych Włoch gloryfikowane, zwłaszcza w porównaniu z chaotycznym okresem decentralizacji, który nastąpił po jego śmierci.

### Gry wideo
Seria Crusader Kings – jednym z grywalnych władców jest Ludwik II Karoling, przedstawiony jako Król Włoch.